# Abd ül-Mecid II
Abd ül-Mecid II, född 29 maj 1868 i Beşiktaş, död 23 augusti 1944 i Paris, var Osmanska rikets sista kalif 1922–1924.
Abd ül-Mecid var son till Abd ül-Aziz. Han valdes till kalif efter att hans kusin Mehmet VI avsatts av nationalförsamlingen i Angora i november 1922. Sedan Turkiet 29 oktober 1923 förklarats för republik, avsattes Abd ül-Mecid från kalifatet, vars funktioner övertogs av regeringen. Abd ül-Mecid valde därefter att bosätta sig i Frankrike, först i Nice och sedan i Paris där han avled.